# Sân bay Kon Tum
Sân bay Kon Tum là một sân bay quân sự trước năm 1975, nằm ở phía tây bắc của thành phố Kon Tum. Nó là một nơi rất quan trọng trong quân đội của chế độ Việt Nam Cộng Hòa. Từ sau năm 1975 thì sân bay không còn hoạt động. Ngày 10/6/2011, Bộ GTVT và Ủy ban nhân dân tỉnh Kon Tum công bố quy hoạch xây dựng lại sân bay Kon Tum đến năm 2020. Theo đó, sân bay Kon Tum sẽ được xây dựng tại xã Ngọc Bay, TP Kon Tum, là sân bay dân dụng cấp 3C. Diện tích đất sử dụng là 166,2 ha. Tổng kinh phí đầu tư trên 1,543 tỷ đồng. Đây là sân bay dân dụng và quân sự, phục vụ hành khách và công tác tìm kiếm cứu nạn.